# 埃普瑟姆 (北卡羅萊納州)
埃普瑟姆（英語：Epsom）是位於美國北卡羅萊納州富蘭克林縣及萬斯縣的非建制地區。

## 歷史
埃普瑟姆的郵局於1887年設立，其後於1908年停運。

## 地理
埃普瑟姆所處的海拔為高於海平面148米（即486英呎），而該地所採用的時區為UTC-5，即北美东部时区（EST）。同時該地設有夏令時間，為UTC-5調快一小時，即UTC-4（EDT）。